# Lissochlora molliculata
Lissochlora molliculata là một loài bướm đêm trong họ Geometridae.